# Otra aventura de los Cinco
Otra aventura de Los Cinco es un libro de la escritora británica Enid Blyton escrito en 1943. Es el segundo libro de la colección de Los Cinco (The Famous Five). Existe una versión cinematográfica danesa de este libro del año 1969, llamada De 5 og spionerne.

## Argumento
Los Cinco visitarán la Granja de Kirrin, donde descubrirán un extraño documento en latín, que va a indicar la existencia de un pasadizo secreto. En Navidad, de madrugada, Jorge escucha un ruido extraño en la planta inferior, y cuando acude con Tim a investigar, encuentra a Mr Roland en el estudio de su padre, aunque el profesor dirá que investigaba un ruido, Jorge no lo creerá. El tío Quintín, se enfada con su hija, y manda a Tim a quedarse en el jardín, en su caseta. 
A la mañana siguiente, Ana, Julián y Dick van a la Granja Kirrin para intentar averiguar más sobre el pasadizo secreto, pero no encuentran nada, solo a dos artistas que están pasando allí sus vacaciones. 
Esa noche, Jorge, preocupada por la tos de su perro, lo lleva al estudio de su padre, donde le administra unas fregas con alcohol alcanforado. Al día siguiente, Quintín descubre que han desaparecido unos documentos de su trabajo. Al encontrarse el bote de alcohol, Jorge confiesa haber estado allí, pero no haber cogido los papeles. Mientras Quintín discute sobre el castigo que le va a aplicar, Jorge se da cuenta de que la entrada del pasadizo está en el estudio de su padre en Villa Kirrín.
Finalmente Jorge es castigada con permanecer en su cuarto y tres días sin ver a su perro. Ella sospecha que Mr Roland es el autor del robo de los documentos, y convence a Julián para que lo vigile. Julián descubrirá al tutor entregando un puñado de papeles a los artistas que están en la Granja Kirrin. 
Tras una gran nevada nocturna y diurna, mientras que tío Quintín está ocupado desbloqueando el camino de la casa, Los Cinco explorarán el pasadizo secreto, que casualmente termina en un armario en la Granja Kirrín, allí encontrarán los documentos perdidos en una chaqueta. Los artistas, alertados por el ruido ocasionado por los niños, descubrirán la entrada del pasadizo. Mientras Jorge y Tim acorralan a los artistas, Dick entrega los documentos a tío Quintín y a tía Fanny. La policía posteriormente detendrá a Mr Roland y a los artistas, y Los Cinco pasaran el resto de las vacaciones sin tutor.

## Personajes
- Los Cinco: Julián, Dick, Jorge (Jorgina), Ana y Tim.
- Tío Quintín (Quintín Kirrin)
- Tía Fanny (Fanny Kirrin)
- Juana (la cocinera, primera aparición)
- Mr Roland (Tutor y profesor particular)
- Mr Wilton (artista alojado en la Granja Kirrín)
- Mr Thomas (artista alojado en la Granja Kirrín)
- Los señores Sanders (de la Granja Kirrin)

## Lugares
- Villa Kirrin
- Granja Kirrin